# Hiperrealno število
Hiperrealno število (oznaka {\displaystyle ^{*}\mathbb {R} \,}) je razširitev množice realnih števil. Hiperrealna števila omogočajo strogo obravnavo količin, ki so neskončno majhne ali neskončno velike. Hiperrealna števila so razširitev realnih števil. Vsebujejo števila, ki so večja kot katerokoli število oblike:
{\displaystyle 1+1+\cdots +1\!\,.}
Takšna števila so neskončna, njihova obratna vrednost pa je infinitezimalno majhna. Pojem je vpeljal ameriški matematik Edwin Hewitt (1920 – 1999).  
Hiperrealna števila zadovoljujejo načelo prenosa, ki trdi, da trditve prvega reda, ki veljajo za {\displaystyle \mathbb {R} \,}, veljajo tudi za {\displaystyle ^{*}\mathbb {R} \,}. Zgled: zakon komutativnosti velja za hiperrealna števila prav tako kot za realna.  

## Načelo prenosa
S pomočjo hiperrealnih števil se razširja realna števila (oznaka  {\displaystyle \mathbb {R} \,}) tako, da se dobi sistem hiperrealnih števil (oznaka {\displaystyle ^{*}\mathbb {R} \,}), ki vključuje tudi infinitezimalno majhna in neskončno velika števila. Pri tem pa se ne spremeni nobenega od elementarnih aksiomov algebre.
V {\displaystyle ^{*}\mathbb {R} \,} obstoja element {\displaystyle w\,} za katerega velja:
{\displaystyle 1<w,\quad 1+1<w,\quad 1+1+1<w,\quad 1+1+1+1<w,\ldots \!\,.}
Ni pa takega števila v {\displaystyle \mathbb {R} \,}

## Značilnosti
Hiperrealna števila {\displaystyle ^{*}\mathbb {R} \,} tvorijo urejeni obseg, ki vsebuje realna števila {\displaystyle \mathbb {R} \,} kot podobseg.